# Astragon
Astragon Entertainment GmbH (anciennement Astragon Software GmbH) est un éditeur de jeux vidéo allemand basé à Düsseldorf, en Allemagne. Il s'agît d'une filiale du distributeur de jeux vidéo allemand Astragon Sales & Services GmbH (anciennement Rondomedia Marketing & Vertriebs GmbH). La société est connue pour être l'éditeur mondial original de la série Farming Simulator.
Ils étaient à l'origine basés à Hagen mais ont déménagé à Mönchengladbach en 2004. Astragon se spécialisait auparavant dans l'édition de jeux de simulation pour Microsoft Windows, mais depuis 2008, ils ont édité des jeux grand public (casual game) comme Wendy: Holidays at Rosenborg sur la Nintendo DS.
Ils ont sorti plusieurs jeux en anglais sous leur label Just Play It!, y compris Myst IV: Revelation et CSI: Dark Motives. Astragon édite également des jeux de Big Fish Games et iWin sur le marché allemand.
Actuellement, la société se concentre principalement sur l'édition de jeux de simulation sur une variété de plates-formes. Les titres incluent la série Construction Simulator (sur PC, Mac, PlayStation 4, Xbox One, Nintendo Switch, iOS et Android), la série Bus Simulator (sur PC, PS4 et Xbox One), la série Farming Simulator (sur PC, Mac, PlayStation 4, Xbox One et Nintendo Switch) et des titres supplémentaires comme le stimulateur de pêche Fishing: Barents Sea, le prochain Firefighting Simulator et le jeu de simulation de course de drones Liftoff: Drone Racing,.
En 2019, l'entreprise a déménagé à Düsseldorf.
En janvier 2022, Astragon est racheté par l'entreprise britannique Team17 pour un montant d'environ 75 millions d'euros.

## Logiciel
De plus, Astragon édité des logiciels informatiques, des logiciels d'archivage, des CD pédagogiques, des outils multimédias et certains programmes de conception.